# Белки (Попельнянский район)
Белки́ (укр. Білки) — село на Украине, основано в 1546 году, находится в Попельнянском районе Житомирской области.
Код КОАТУУ — 1824780601. Население по переписи 2001 года составляет 373 человека. Почтовый индекс — 13517. Телефонный код — 4137. Занимает площадь 2,543 км².

## Адрес местного совета
13517, Житомирская область, Попельнянский р-н, с. Белки, ул. Птицына, 3.